# ГЕС Tiěchéng
ГЕС Tiěchéng (铁城水电站) — гідроелектростанція на півночі Китаю у провінції Ганьсу. Знаходячись між ГЕС Jīnshāxiá (вище по течії) та ГЕС Tiānwánggōu, входить до складу каскаду на річці Датонг, лівій притоці Huangshui, котра в свою чергу є лівою притокою Хуанхе.
У межах проекту річку перекрили греблею із ущільненого котком бетону висотою 44 метра та довжиною 143 метра. Вона утримує витягнуте на 5 км водосховище з об'ємом 7,6 млн м3 та нормальним рівнем поверхні на позначці 2072,5 метра НРМ (під час повені до 2073,7 метра НРМ).
Зі сховища через правобережний гірський масив прокладено дериваційний тунель завдовжки 2,7 км з діаметром 6 метрів, який переходить у напірний водовід довжиною 0,14 км. Основне обладнання станції становлять чотири турбіни типу Френсіс – три потужністю по 14,5 МВт та одна з показником 8 МВт. За рік вони забезпечують виробництво 223 млн кВт-год електроенергії.
Видача продукції відбувається по ЛЕП, розрахованій на роботу під напругою 110 кВ.